# ريتش جونز
ريتش جونز (بالإنجليزية: Rich Jones)‏ هو عازف قيثارة بريطاني، ولد في 1973.